# Stubičke Toplice

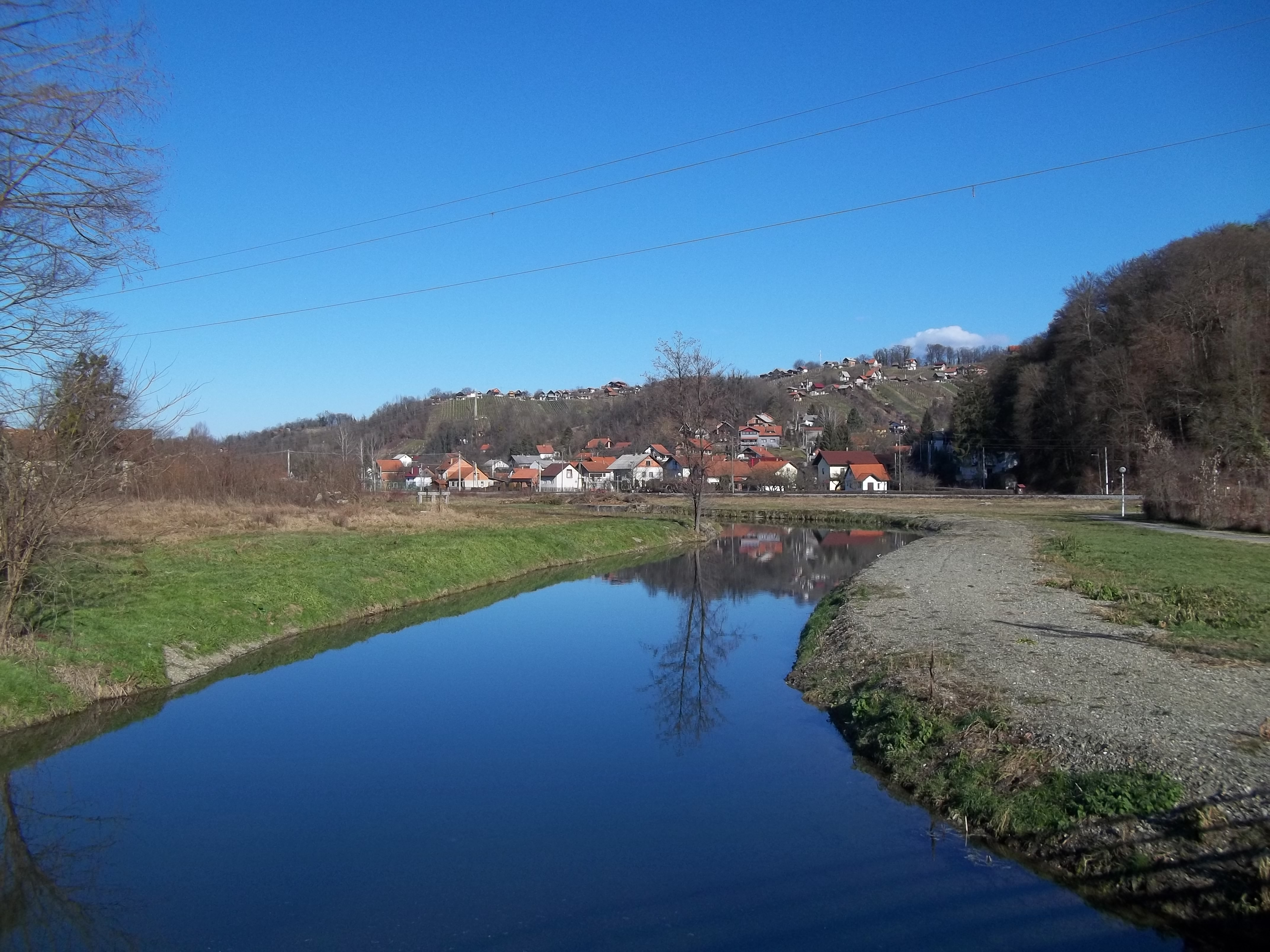
Řeka Vukšenac a Stubičke Toplice

Stubičke Toplice je lázeňská vesnice a správní středisko stejnojmenné opčiny v Chorvatsku v Krapinsko-zagorské župě. Nachází se těsně mezi městy Oroslavje a Donja Stubica. V roce 2011 žilo ve vesnici 1 845 obyvatel, v celé opčině pak 2 805 obyvatel.
Součástí opčiny jsou celkem čtyři trvale obydlené vesnice. Dříve byla součástí opčiny i vesnice Kapelšćak, ta ovšem později zanikla.
- Pila – 175 obyvatel
- Sljeme – 22 obyvatel
- Strmec Stubički – 763 obyvatel
- Stubičke Toplice – 1 845 obyvatel

Opčinou prochází státní silnice D307 a župní silnice Ž2219 a Ž2220. Pomocí serpentinových župních silnic Ž1048, Ž1049 a Ž2219 je opčina skrz pohoří Medvednica spojena se Záhřebem. Vesnicí protékají potoky Lampuš a Vidak, které se vlévají do taktéž zde protékající řeky Vukšenac, která je levostranným přítokem řeky Krapiny.